# Resolució 782 del Consell de Seguretat de les Nacions Unides
La Resolució 782 del Consell de Seguretat de les Nacions Unides, aprovada el 13 d'octubre de 1992 a Roma entre els partits Frelimo (govern) i RENAMO (rebel) en la Guerra Civil de Moçambic, el Consell va aprovar el nomenament d'un representant especial provisional i el desplegament de fins a 25 militars observadors a Moçambic. El Representant Especial ser un italià, Aldo Ajello.
La resolució també va donar la benvinguda a un acord entre el President de Moçambic Joaquim Chissano i el President de la RENAMO en què les dues parts van acceptar el paper de les Nacions Unides en el seguiment i la garantia dels Acords de Roma. A continuació, va expressar l'expectativa del Consell d'un futur informe del Secretari general sobre l'establiment d'un Operació de les Nacions Unides a Moçambic, que va ser establerta oficialment en la Resolució 797.